# Valdivia
Valdivia è una città del sud del Cile, fondata da Pedro de Valdivia nel 1552, posta alla confluenza dei fiumi Calle Calle, Valdivia e Cau Cau, a circa 15 km ad est della città costiera di Corral. La città appartiene alla Regione di Los Ríos ed è capoluogo della provincia di Valdivia e sede vescovile.
La città di Valdivia conta circa 166.000 abitanti (2017) e si trova a 835 km a sud della capitale Santiago. Valdivia era anche il nome dell'area circostante, ricca di foreste con caratteristiche particolari, che non a caso hanno preso il nome di foreste temperate valdiviane.

## Storia
La città di Valdivia prende nome dalla casa di Valdivia, una famiglia nobiliare spagnola originaria della Vall de Ibia nel nord della Spagna (León). Pedro di Valdivia fu uno dei Conquistadores, che dal Perù si spinse in Cile, fondando tra le altre la città di Santiago della Nuova Estremadura, oggi Santiago del Cile. Il 9 febbraio 1552 fu da lui fondata la città di Santa María la Blanca de Valdivia, sul luogo dell'attuale Valdivia.
Santa Maria La Blanca ebbe vita breve, perché nel 1599 gli indigeni, dopo aver sconfitto gli spagnoli nella battaglia di Curalaba, distrussero l'insediamento. Tuttavia, dopo varie vicende, gli spagnoli ritornarono e rifondarono la città nel 1647.
Valdivia è nota per essere stata, il 22 maggio 1960, epicentro del terremoto più forte mai registrato sulla Terra con una magnitudo momento di 9,5 gradi, noto anche come Grande Terremoto Cileno. Il terremoto provocò devastanti tsunami che, attraversando l'Oceano Pacifico, colpirono anche il Giappone e le isole Hawaii. Parecchi edifici coloniali spagnoli che si trovavano nei dintorni della città furono rasi al suolo. La città fu completamente devastata, con edifici distrutti ed esondazioni fluviali.
Il 3 ottobre 2007, Valdivia è diventata la capitale della regione di Los Ríos e staccata da quella di Los Lagos. La legge che ha creato questa nuova regione cilena è stata promulgata il 16 marzo 2007 dalla presidente Michelle Bachelet e ha diviso la regione nelle province di Valdivia (capoluogo), e Ranco. Quest'ultima provincia è stata istituita per legge (5 marzo 2007) ed è diventata operativa nell'ottobre del 2007, staccandosi da quella di Valdivia. La provincia di Valdivia ha ceduto i seguenti comuni alla neoistituita provincia: La Unión (capoluogo provinciale), Futrono, Río Bueno e Lago Ranco.

## Geografia
La città si trova sulle rive del fiume omonimo, lungo ca. 140 km, in una delle piane più ampie di questa zona, stretta tra le Ande e il mare.
Il clima è tipicamente oceanico, con escursione termica limitata e piogge molto abbondanti (ca. 1700mm all'anno). Solitamente la temperatura si mantiene tra 4 °C e 12 °C d'inverno e tra 8 °C e 23 °C d'estate; si sono comunque registrate temperature sotto zero, fino al record di -10 °C, e temperature superiori ai 30 °C, fino a un massimo assoluto di 38 °C. Le piogge sono concentrate soprattutto nel semestre invernale (aprile-settembre: ca. 75-80% del totale).

## Società

### Evoluzione demografica
| Censimento del 1992 | Censimento del 2002 | Censimento del 2017 |
| 122.168 ab.         | 140.559 ab.         | 166.080 ab.         |

## Amministrazione

### Gemellaggi
- Amburgo
- Mount Pleasant (Michigan)
- Tacoma
- Cluj-Napoca
- Neuquén

## Galleria d'immagini

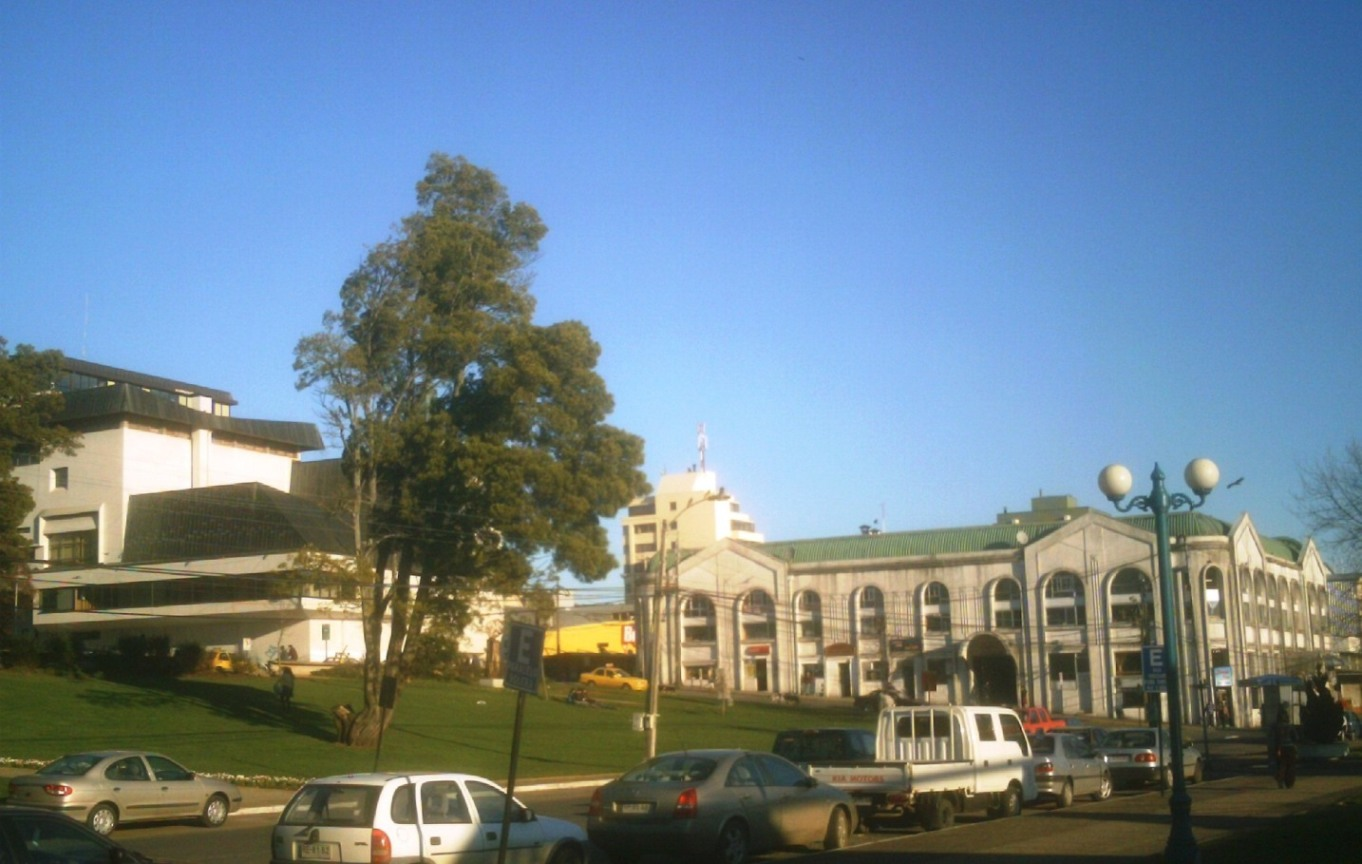
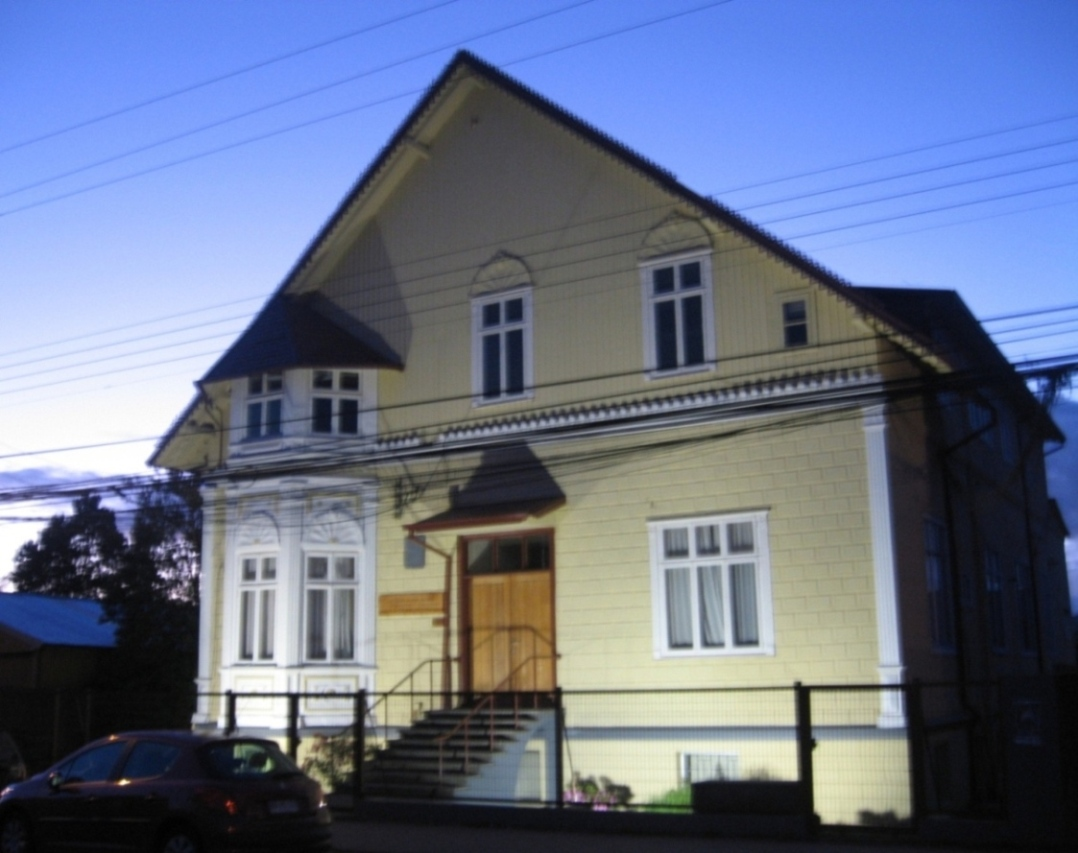
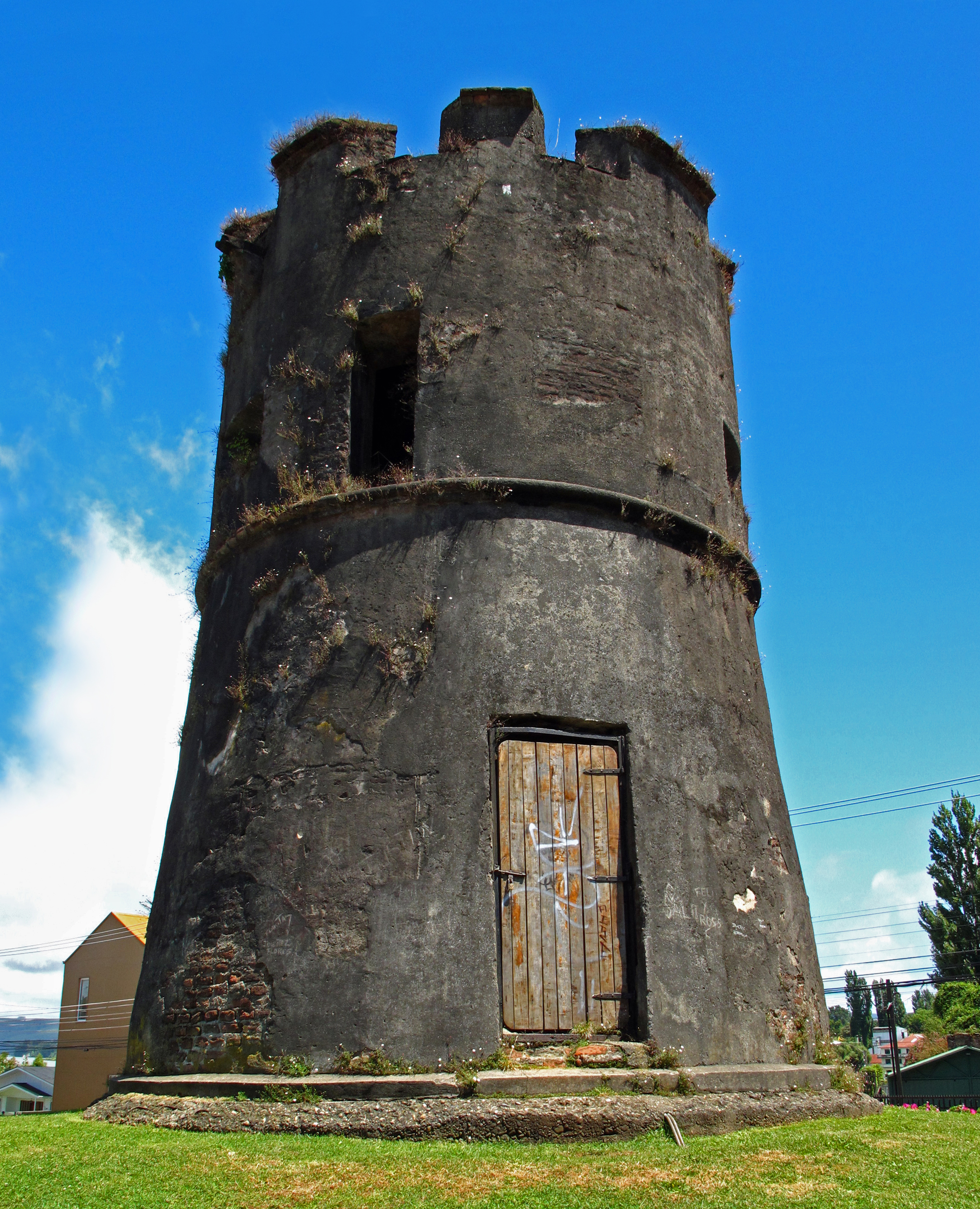
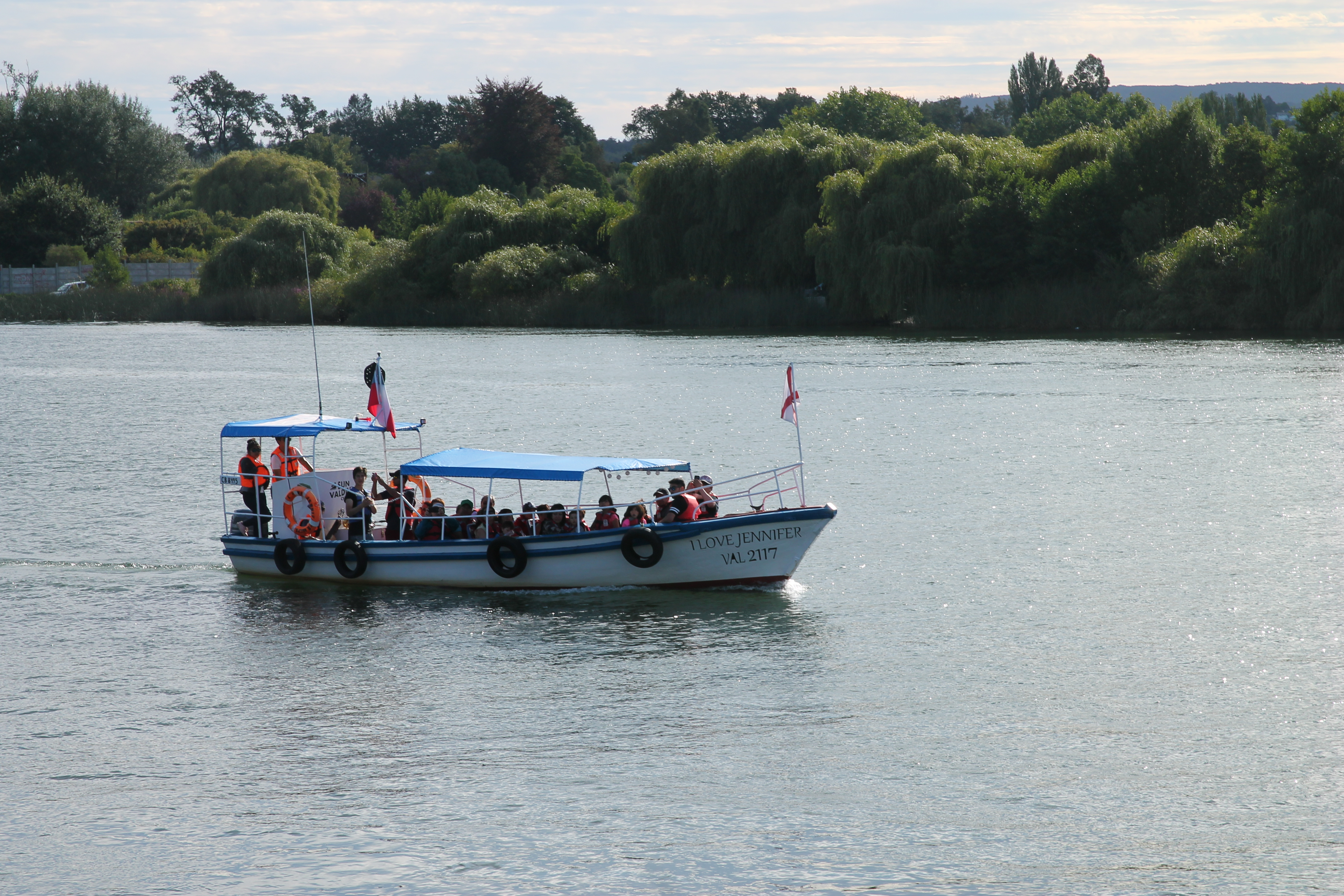
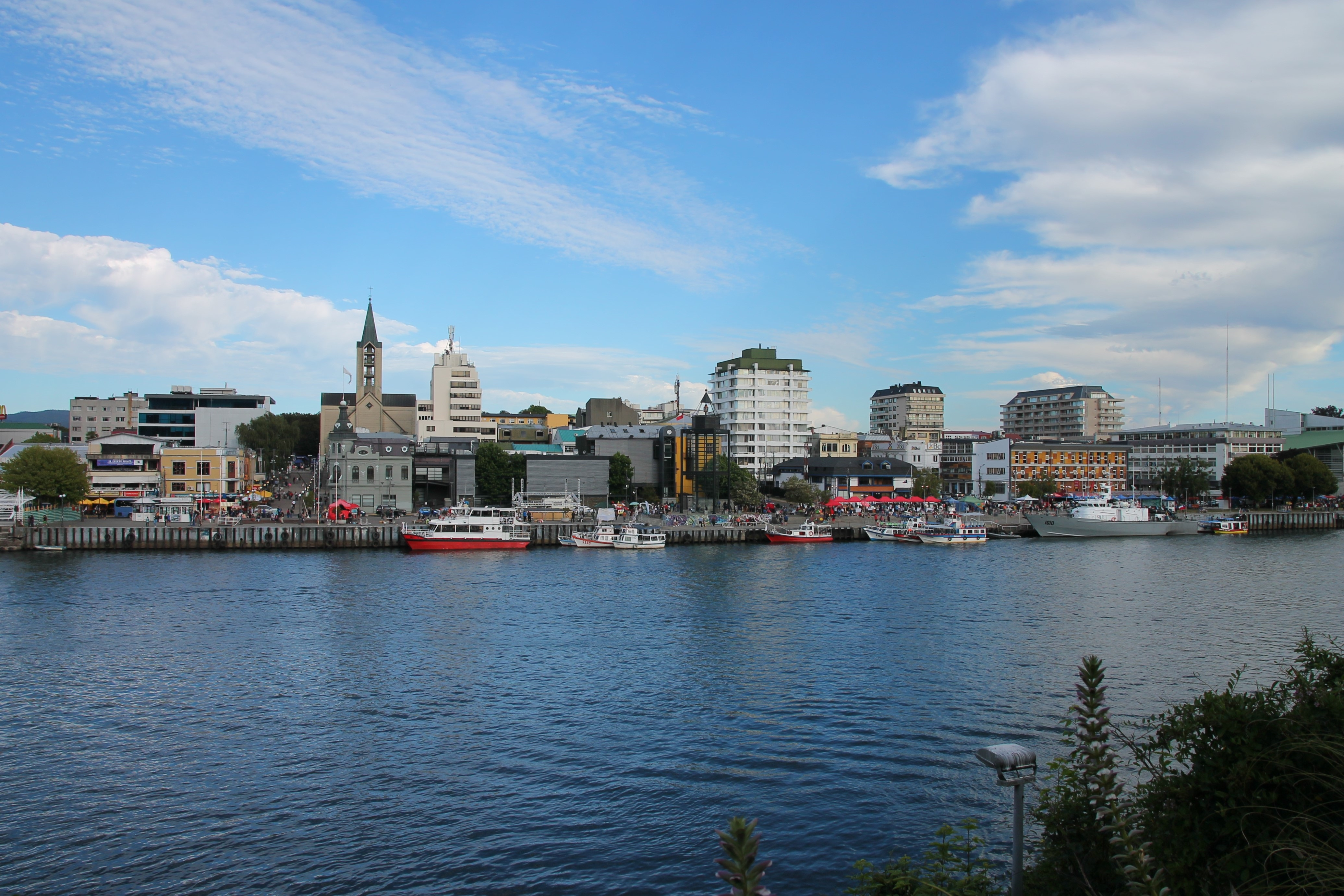
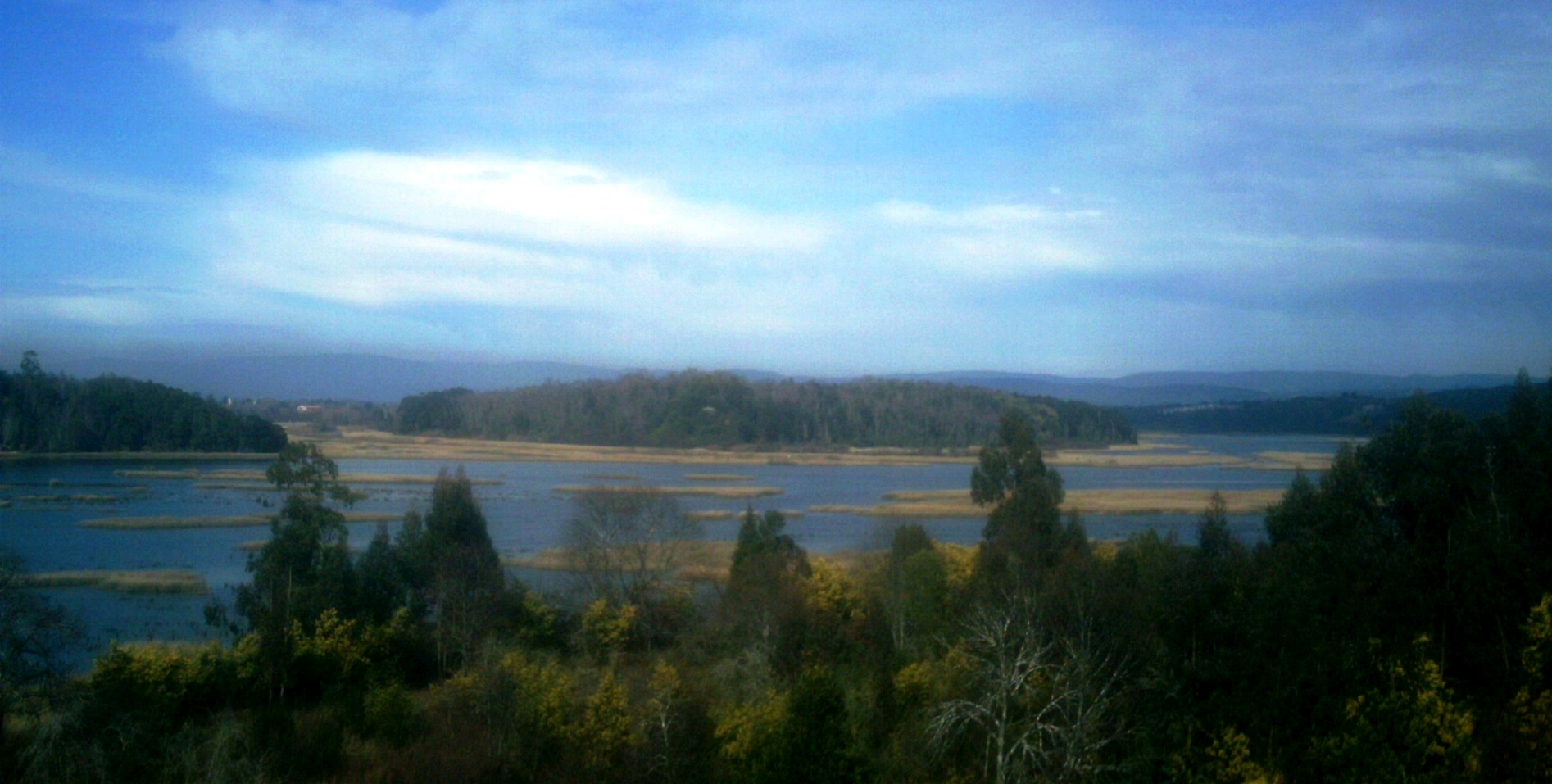